# Viceministerio de Políticas para la Defensa del Perú
El Viceministerio de Recursos para la Defensa del Perú es un Despacho Viceministerial dependiente del Ministerio de Defensa. Se encarga de los asuntos de Políticas para la Seguridad y Defensa Nacional.

## Funciones
- Formular, coordinar, ejecutar y supervisar la Política de Seguridad y Defensa Nacional en el campo militar
- Formular, coordinar, ejecutar y supervisar la Política de Defensa en el ámbito externo, referente a las relaciones internacionales en coordinación con el Ministerio de Relaciones Exteriores
- Formular y supervisar el planeamiento político y estratégico del Sector Defensa en el campo militar.
- Formular y proponer las políticas de educación y supervisar su aplicación en las Fuerzas Armadas y en los órganos académicos del Ministerios de Defensa y otros de preparación para la defensa y el desarrollo.
- Orientar y supervisar las actividades del Centro de Derecho Internacional Humanitario y Derechos Humanos, de la Escuela Nacional de Marina Mercante Almirante Miguel Grau, Escuela Conjunta de las Fuerzas Armadas, Centro de Entrenamiento y Capacitación para Operaciones de Paz, del Instituto de Educación Superior Tecnológico Público de las Fuerzas Armadas y de otros centros de instrucción y entrenamiento bajo su competencia.
- Formular y supervisar la doctrina de Seguridad y Defensa Nacional, que incluye a los órganos ejecutores y organismos públicos adscritos al Sector.
- Orientar y supervisar las actividades que cumplen los órganos del Ministerio bajo su competencia y formular los objetivos y estrategias de los organismos públicos adscritos al Ministerio de Defensa en armonía con la Política de Seguridad y Defensa Nacional
- Proponer los lineamiento para la participación de las Fuerzas Armadas en Operaciones de Paz
- Coordinar con las Instituciones del Estado funcionalmente vinculadas con el Sistema de Inteligencia Nacional
- Participar en la formulación de la Directiva de Movilización Nacional y coordinar la ejecución de la Movilización Nacional en el ámbito de su competencia
- Formular Políticas que aseguren las capacidades de las Fuerzas Armadas en condiciones de operatividad y eficiencia, propendiendo a su modernización constante
- Proponer normas para la participación del Sector Defensa en el desarrollo socioeconómico del país
- Promover, gestionar y coordinar la cooperación internacional, de conformidad con la normatividad vigente y en coordinación con el sector competente, que permita entrenar, perfeccionar, equipar y elevar las capacidades operativas del personal de las Fuerzas Armadas, así como capacitar a los funcionarios del Sector.
- Orientar la participación de las Fuerzas Armadas en la ejecución de la Política de Estado en los Asuntos Antárticos, en coordinación con el Ministerio de Relaciones Exteriores
- Promover, gestionar, coordinar y conducir las actividades de ayuda humanitaria internacional con la participación del Sector y de las Instituciones Armadas
- Normar la participación de las Fuerzas Armadas en el Sistema Nacional de Gestión del Riesgo de Desastres
- Proponer la creación de nuevos sistemas y/o el mejoramiento de los existentes que atiendan las necesidades de corto, mediano y largo plazo, en los ámbitos terrestre, naval y aeroespacial
- Proponer al/a la Ministro/a la celebración de convenios, de acuerdo a la normativa vigente
- Resolver en la instancia que le corresponde los procedimiento s administrativos de su competencia
- Emitir resoluciones viceministeriales en los asuntos que le corresponden
- Ejercer las demás funciones y atribuciones inherentes a su cargo de Viceministro/a de Estado

## Estructura
- Dirección General de Política y Estrategia
- Dirección General de Educación y Doctrina
- Dirección General de Relaciones Internacionales

## Lista de viceministros

### Viceministros de Asuntos Logísticos y de Personal
- Juan Morante Bardelli (2003-2006)
- Fabián Novak Talavera (2006-2008)

### Viceministros de Políticas para la Defensa
- Rafael Aíta Campodónico (2008)[1]
- José Antonio Bellina Acevedo (2008-2010)[1]
- Vicente Rojas Escalante (2010)
- Marco Balarezo Lizarzaburu (2010-2011)[2]
- Wilver Calle Girón (2 de enero de 2012 - 14 de mayo de 2012)
- Mario Sánchez Debernardi (31 de mayo de 2012 - 4 de diciembre de 2013)[3]
- Iván Vega Loncharich (4 de diciembre de 2013 - 16 de marzo de 2016)[4]
- Luis Domingo Rojas Medina (2016)
- Librado Orozco Zapata (2016-2017)
- Fernando Rafael Ordóñez Velásquez (2017-2018)[5]
- José Huerta Torres (2018)[6]
- Hernán Felipe Flores Ayala (2018-2020)
- Manuel Mesones Castelo (2020-)[7]